# Peter Frei
Peter Frei (Davos, 6 agosto 1946) è un ex sciatore alpino svizzero.

## Biografia
Specialista delle prove tecniche, Frei esordì in campo internazionale in occasione della Coppa dei Paesi alpini 1965, il 15 febbraio nella natia Davos in discesa libera (34º); in Coppa del Mondo esordì il 5 febbraio 1967 a Madonna di Campiglio in slalom speciale, senza completare la prova, ottenne il primo piazzamento l'8 gennaio 1968 ad Adelboden in slalom gigante (27º) e il primo piazzamento a punti il 14 gennaio seguentea Wengen in slalom speciale (5º). Ai successivi X Giochi olimpici invernali di Grenoble 1968, sua unica presenza olimpica, si classificò 10º nello slalom speciale.
Ancora sulla Männlichen/Jungfrau di Wengen ottenne, il 12 gennaio 1969 in slalom speciale, il suo unico podio in Coppa del Mondo: 3º dietro a Reinhard Tritscher e a Spider Sabich. L'anno dopo partecipò ai Mondiali di Val Gardena 1970, sua ultima presenza iridata, classificandosi 7º nello slalom speciale; in Coppa del Mondo ottenne l'ultimo piazzamento a punti il 14 febbraio 1971 a Mont-Sainte-Anne in slalom speciale (5º) e prese per l'ultima volta il via il 18 marzo 1972 a Pra Loup nella medesima specialità (20º)

## Palmarès

### Coppa del Mondo
- Miglior piazzamento in classifica generale: 23º nel 1969
- 1 podio (in slalom speciale):
  - 1 terzo posto

### Campionati svizzeri
- 2 medaglie (dati parziali):
  - 1 oro (slalom speciale nel 1971)[senza fonte]
  - 1 argento (slalom speciale nel 1968[6])